# Bœuf de Kobe
Le bœuf de Kobe (神戸ビーフ, Kōbe bīfu, de l'anglais beef) est l'appellation d'origine d'une production agricole japonaise qui se réfère à une variété particulière de viande de bœuf provenant de la race bovine tajima (ja) (un rameau appartenant à la race wagyu), élevée selon une stricte tradition dans la préfecture de Hyōgo au Japon, dont la ville principale est Kobe. Cette viande persillée est généralement appréciée pour sa saveur et sa tendreté. Le prix du bœuf de Kobe varie de 200 € à 500 € le kilo en fonction de la pièce achetée.

## Dénomination
La viande de bœuf de Kobe est aussi appelée Kōbe niku (神戸肉, littéralement « viande de Kobe ») ou Kōbe-gyū (神戸牛, voire Kōbe-ushi, littéralement « vache de Kobe ») en japonais.

## Histoire
Les bovins ont été introduits au Japon depuis la Chine en même temps que la culture du riz, vers le deuxième siècle de notre ère, à la période Yayoi[réf. nécessaire].

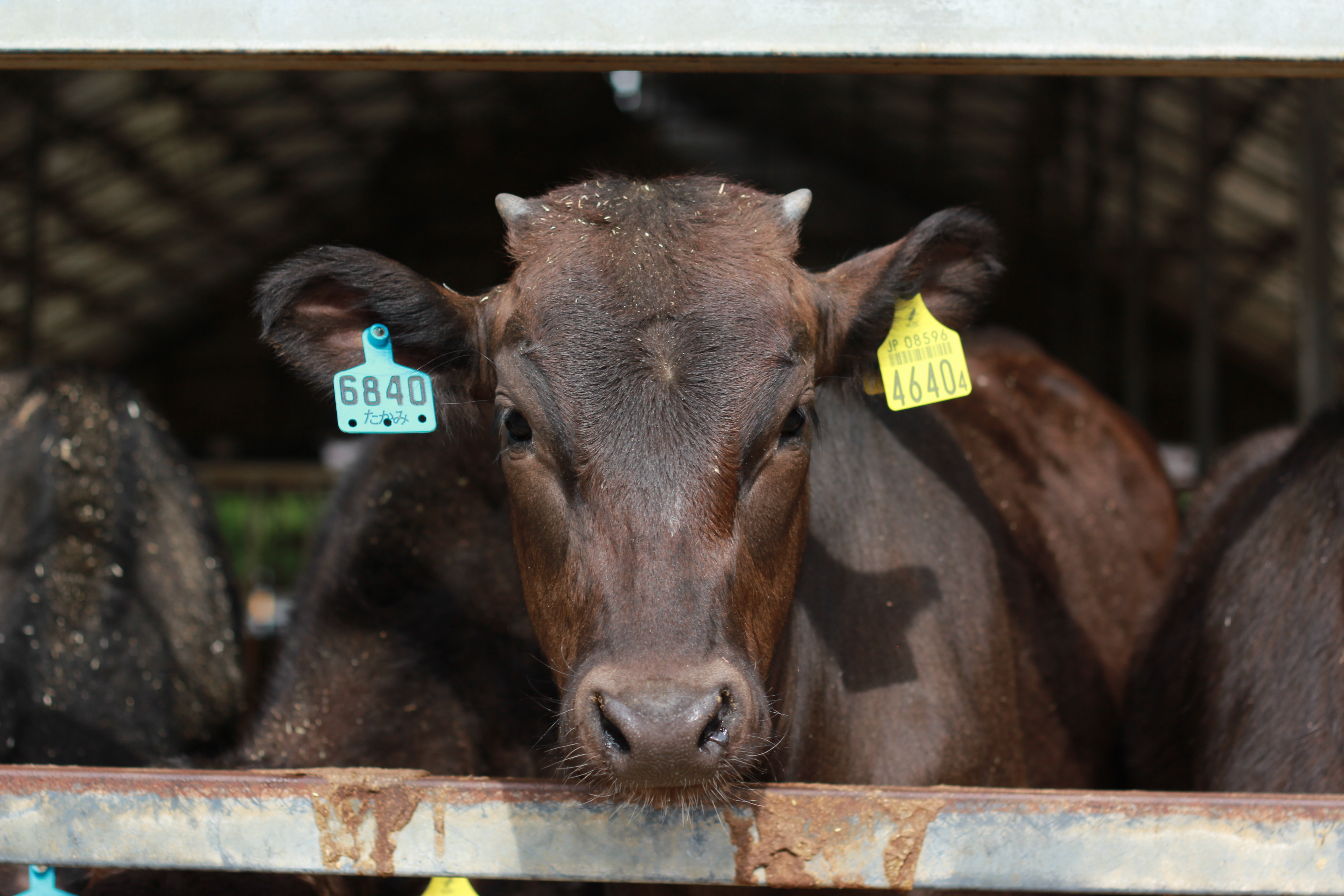
Jeune vache de la race bovine japonaise tajima.

Pendant l'époque d'Edo (1603-1868), le bœuf de Kobe est réservé à l'empereur, au shogun et aux seigneurs féodaux (daimyo). À partir de 1868 s’instaure dans l’archipel une gastronomie aristocratique issue de la cuisine de cour, la rendant plus accessible.
Malgré de nombreuses viandes bovines américaines étiquetées « Kobe », jusqu'à récemment, le bœuf de Kobe n'était commercialisé qu'au Japon, à part l'exception que constituait Macao. L'exportation vers les États-Unis est autorisée depuis 2012, et vers l'Europe depuis juin 2014,, mais cette viande bovine demande beaucoup de travail à produire, ce qui engendre des prix élevés. En 2015, 20 % de la production est exportée, soit un millier de carcasses.
En décembre 2015, à l'instar du melon de Yubari, le gouvernement japonais annonce que l'appellation d'origine « bœuf de Kobe » serait désormais protégée par un label officiel équivalent à l'Indication géographique protégée (IGP) de l'Union européenne.

## Cuisine

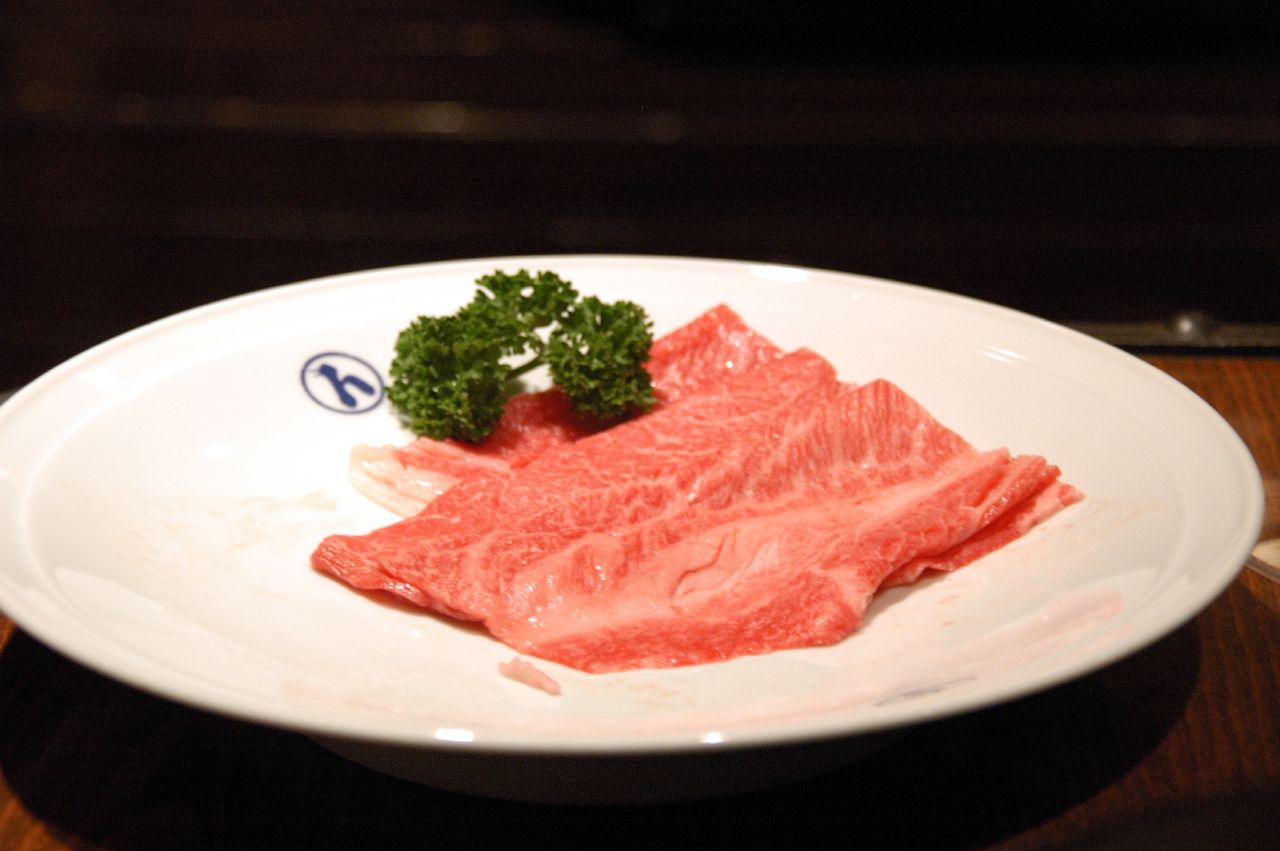
Bœuf de Kobe sukiyaki.

La viande de bœuf de Kobe peut être découpée en steak, sukiyaki, shabu-shabu, teppanyaki, etc.

## Cuir

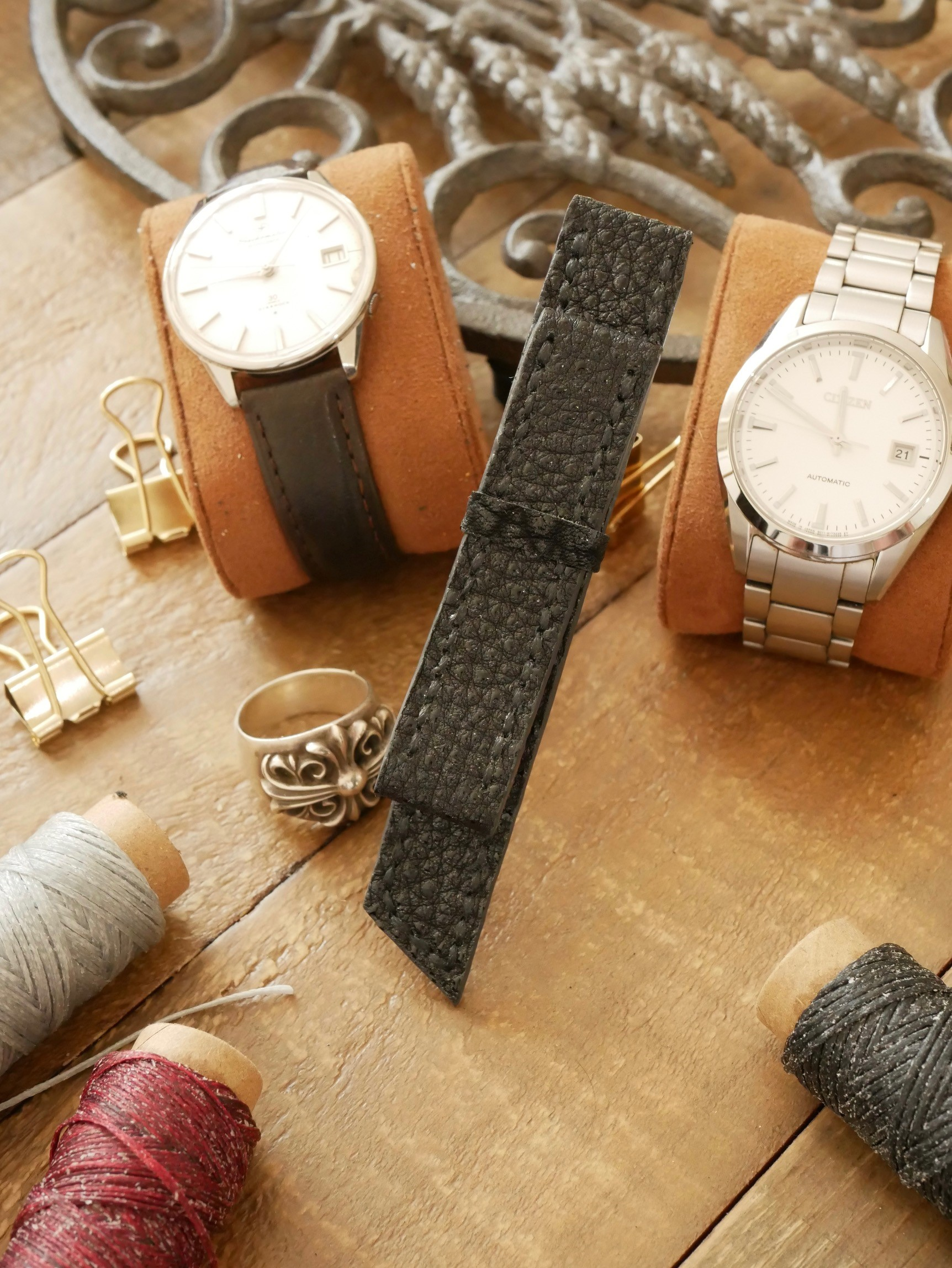
Cuir de bœuf de Kobe sur un bracelet de montre.

Le cuir de bœuf de Kobe est caractérisé par sa texture exquise, d'une grande douceur et au grain délicat. Sa qualité exceptionnelle réside dans le processus minutieux de production, où chaque centimètre de cuir est imprégné de laque avec précision. Cette finition unique rehausse l'attrait naturel du cuir en lui ajoutant une profondeur et une brillance captivantes.
Le cuir de bœuf de Kobe était autrefois réservé aux armures des généraux samouraïs. Aujourd'hui, il trouve une nouvelle vie dans le monde de la mode, alliant tradition japonaise et innovation contemporaine pour créer des pièces d'une élégance rare. La société Himeji Kurozan, située dans la préfecture de Hyogo, au Japon, est une gardienne de l'art ancestral du tannage de ce cuir[passage promotionnel].